# Schwere Panzer-Abteilung 508
De Schwere Panzer-Abteilung 508 was een zelfstandig opererend Duits tankbataljon in de Tweede Wereldoorlog. Het bataljon werd uitgerust met zware tanks van het type Tiger I ofwel Panzerkampfwagen VI Ausf. E. De eenheid was actief in de Italiaanse veldtocht van januari 1944 tot februari 1945. 

## Formatie
De Schwere Panzer-Abteilung 508 werd opgericht op 11 mei 1943 in Frankrijk uit de I. Abteilung van Panzerregiment 29. Maar deze Abteilung verkreeg toch Panthers en werd daarom op 8 juli 1943 weer terug I./PzReg 29 genoemd. 
In een tweede poging  werd de Abteilung dan opgericht op 15 september1943, in Heilbronn, maar nu uit resterende delen van Panzerregiment 8 en delen van Panzer-Abteilung 190. Daarna werd de Abteilung overgebracht naar Böblingen. Later volgde dan transport naar Frankrijk. Na verblijf in Alençon en Falaise trainde de Abteilung in Mailly-le-Camp vanaf 6 december 1943. 
Daar ontving de Abteilung tussen 10 december 1943 en 24 januari 1944 zijn totale hoeveelheid van 45 Tiger Is. Ook werd de zogenaamde Panzer-Kompanie (Funklenk) 313 geïntegreerd. 

## Inzet

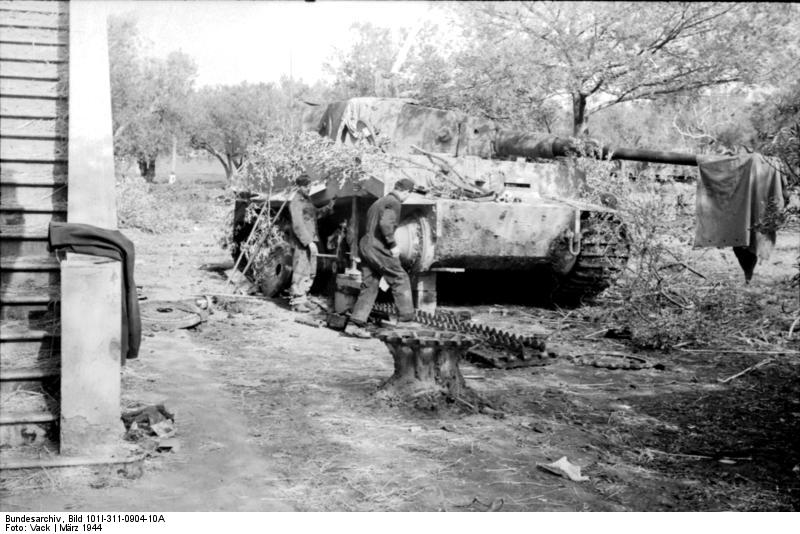
Tiger van de Abteilung bij Nettuno

Op 22 januari 1944 landden bij Anzio geallieerde troepen (Operatie Shingle) en vormden snel een bruggenhoofd. Dit vormde voor de Duitsers een grote bedreiging in de rug van de Winterlinie, maar ook voor Rome. Het Duitse opperbevel reageerde bliksemsnel en verplaatste een aantal eenheden naar Italië om te proberen het bruggenhoofd te vernietigen. Een daarvan was deze Abteilung en deze werd op 4 februari 1944 op transport gezet. Tien dagen later kwamen de eerste delen in actie rond het bruggenhoofd. Ondanks successen konden de Duitsers het bruggenhoofd niet vernietigen. In deze periode stond de Abteilung onder bevel van Panzerregiment 69 en bleef in dit gebied tot 5 maart. Bij de uitbraak uit het Anzio-bruggenhoofd eind mei verloor de Abteilung in 3 dagen 22 Tiger’s, waarvan slechts 1 door vijandelijk vuur. De Abteilungs-commandant, Major Hudel, werd ontslagen. Daarna volgde een terugtocht via Rome, Chiusi en Sienna naar Pisa. Vanaf daar werd de Abteilung naar de oostkust verplaatst, naar het gebied rond Rimini. Hier kwam de Abteilung in actie tegen het Britse 8e Leger tot het eind van het jaar. Begin 1945 lag de Abteilung in stelling rond Cotignola. Op 12 februari gaf de Abteilung de laatste 15 Tigers over aan Schwere Panzer-Abteilung 504 bij San Filippo.  
Het personeel werd daarna terug naar Duitsland verplaatst, via Oostenrijk. Pas op 3 maart kwam het personeel van de eenheid aan in Husen. Daar werd vanaf 17 maart begonnen met de training op de Tiger II. Vanaf dat moment viel de eenheid totaal uit elkaar. Delen werden als infanterie ingezet in dit middengedeelte van Duitsland. Enkele bemanningen verkregen een Tiger I en zes Panthers en vormden een kleine Kampgruppe. Delen die in Italië achtergebleven waren kwamen nog naar Oostenrijk en werden daar op 8 mei 1945 krijgsgevangen gemaakt. 

### Einde
De Schwere Panzer-Abteilung 508 kwam niet gesloten aan een eind, maar loste zich begin april 1945 eigenlijk op als eenheid. 

## Data
De Schwere Panzer-Abteilung 508 vernietigde in totaal meer dan 100 geallieerde tanks, terwijl de Abteilung zelfs 78 Tiger tanks verloor. Van die 78 gingen 19% verloren in de strijd, 59% door zelfvernietiging en 22% door overige oorzaken. 

## Commandanten
| Rang      | Naam            | Begin            | Eind             |
| --------- | --------------- | ---------------- | ---------------- |
| Major     | Helmut Hudel    | 1 januari 1944   | 1 januari 1944   |
| Hauptmann | Joachim Stelter | 22 augustus 1944 | begin april 1945 |